# Paurocephala hottentotti
Paurocephala hottentotti är en insektsart som beskrevs av Franklin William Pettey 1933. Paurocephala hottentotti ingår i släktet Paurocephala och familjen rundbladloppor. Inga underarter finns listade i Catalogue of Life.